# Черноярская
Черноя́рская (осет. Дзæрæстæ) — станица в Моздокском районе Республики Северная Осетия — Алания. 
Входит в состав муниципального образования «Ново-Осетинское сельское поселение».

## География
Станица Черноярская расположена на левом берегу реки Терек, в северо-западной части Моздокского района. Находится в 25 км к юго-западу от районного центра Моздок и в 120 км к север-западу от города Владикавказ.
Граничит с землями населённых пунктов: Притеречный на северо-западе, Черноярская на севере и Новоосетинская на северо-востоке. На противоположном берегу реки расположено село — Хамидие.
Населённый пункт расположен у приречной террасы на Кабардинской равнине, в степной зоне республики. Рельеф местности преимущественно волнистый равнинный, со слабыми колебаниями высот. К северу от станицы тянутся бугристые возвышенности. Средние высоты на территории муниципального образования составляют 162 метров над уровнем моря.
Долина реки Терек заняты густыми приречными лесами, затрудняющие подход к реке. В основном лес состоит из дуба, клёна, ясени, верба и т.д.
Гидрографическая сеть представлена в основном рекой Терек. В районе станицы Терек разливается образуя речные острова.
Климат влажный умеренный с жарким летом и прохладной зимой. Среднегодовая температура воздуха составляет +10,7°С. Температура воздуха в среднем колеблется от +23,5°С в июле, до -2,5°С в январе. Среднегодовое количество осадков составляет около 570 мм. Основное количество осадков выпадает в период с мая по июль. В конце лета часты суховеи, дующие территории Прикаспийской низменности.

## История
Первые осетинские переселенцы появились в Моздоке уже в 1764 году, через год после его основания. Со дня появления первых осетин в Моздоке, царское правительство старалась их привлекать к воинской службе. В 1785 году в Моздоке уже насчитывалось 223 осетина, составлявших 88 семейств.
Начиная с XIX века, к первой группе переселенцев-осетин, именовавшихся «цайта», прибавилась вторая группа осетин-ерашти из дигорского общества. Как и цайта, ерашти переселись на равнину по причине дефицита земли и притеснения местных феодалов.
В 1804 году первыми переселенцами из Дигории, в 25 километрах к западу от Моздока была основана слобода. Первыми новый населённый пункт заселили братья Кургосовы. Вслед за Кургосовыми в Черноярское быстрыми темпами стали переселяться другие семьи из Дигорского ущелья. Уже спустя год поселение насчитывало 40 дворов.
Первоначально, осетины переселенцы несли службу на охранных постах. В 1824 году поселение Черноярское и основанное позже селение Новоосетинское были преобразованы в станицы, а их жители были причислены к Терскому казачьему войску.
В 1850 году в двух станицах проживало 207 дворов, а в 1900 году — 533 двора. В 1912 году в одной станице Черноярской насчитывалось 298 осетинских казачьих двора, из которых 2028 были казаками и 4 иногородних.
После распада Российской империи и установления советской власти, население станицы резко пошла на спад. Многие станичники как и соседней станице Новоосетинской были репрессированы в начале 1930-х годов.
В 1935 году при расформировании Северо-Кавказского края, станица Черноярская в составе Моздокского уезда была включена в состав Ставропольского края.
В 1944 году вместе с городом Моздок и его окрестностями на левобережье реки Терек, станица была передана в состав Северо-Осетинской АССР.

## Население
| 2002 | 2010 | 2021 |
| ---- | ---- | ---- |
| 765  | ↘687 | ↗688 |

Национальный состав
По данным Всероссийской переписи населения 2010 года:
| Народ      | Численность, чел. | Доля от всего населения, % |
| ---------- | ----------------- | -------------------------- |
| осетины    | 296               | 43,1 %                     |
| русские    | 199               | 29,0 %                     |
| чеченцы    | 96                | 14,0 %                     |
| кумыки     | 39                | 5,7 %                      |
| ногайцы    | 14                | 2,0 %                      |
| украинцы   | 10                | 1,5 %                      |
| кабардинцы | 7                 | 1,0 %                      |
| лезгины    | 7                 | 1,0 %                      |
| другие     | 19                | 2,7 %                      |
| всего      | 687               | 100 %                      |

## Образование
- Средняя общеобразовательная школа — ул. Кирова, 25.
- Дошкольное учреждение Детский сад
- Моздокский аграрно-промышленный техникум - ул.Красная 69

## Здравоохранение
- Фельдшерско-акушерский пункт — ул. Красная, 65.

## Улицы
| Кирова  |
| Красная |
| Лесная  |

| Механизаторов |
| Мира          |

| Октябрьская |
| Речная      |